# William Plunket
Pour les articles homonymes, voir Plunket.
William Plunket (né le 19 décembre 1864 à Dublin en Irlande et mort le 24 janvier 1920 à Londres en Angleterre) est un administrateur colonial et homme d'État britannique, gouverneur de la Nouvelle-Zélande du 20 juin 1904 au 8 juin 1910.

## Biographie
Il est né à Dublin, fils de William Plunket (4e baron Plunket) et d'Anne Lee Guinness.